# 경양식
경양식(輕洋食)은 양정식보다 가짓수를 줄인, 일품 요리 중심의 간단한 한국식 서양 요리이다. 일제강점기 때 일본을 통해 들어온 서양 음식이 많으며, 요쇼쿠(일본식 양식)의 영향을 받았다. 이후 독자적으로 발전했다.

## 요리

### 전채·부요리
- 수프(포타주)와 후추
- 샐러드(양배추 샐러드, 마카로니 샐러드, 월도프 샐러드)
- 빵(모닝빵)과 잼(딸기잼), 버터
- 쌀밥과 김치, 단무지

### 주요리
- 커틀릿 류: 돈가스, 생선가스, 치킨가스
- 밥·국수 류: 오므라이스, 김치볶음밥, 스파게티, 리조토
- 스테이크 류: 햄버그 스테이크, 비프 스테이크
- 기타: 그라탱, 도리아

### 음료
- 커피
- 녹차
- 탄산음료: 콜라, 사이다

## 같이 보기
- 시야우 사이찬
- 요쇼쿠
- 카오 팟 아메리깐